# Chris Griffin
Christopher Cross "Chris" Griffin a Family Guy című amerikai televíziós rajzfilmsorozat egyik szereplője. Chris Lois és Peter Griffin túlsúlyos gyermeke. Nővére Meg Griffin, öccse pedig Stewie. Jól tud rajzolni, de felfogása apjához hasonlóan nehézkes. Eredeti hangja, Seth Green a Cartoon Networkön futó Robot Chicken című animációs sorozat alkotója, erre többször utalnak a sorozatban (például a Blue harevest ill. a Road to the multiverese című epizódokban). Karakterét eredetileg punk stílusra tervezték (ezért is viselt fülbevalót), de végső egyénisége távol áll ettől a stílustól.

## Karaktere
Chris a James Woods Regionális Gimnáziumba jár, nővérével, Meggel együtt. Egyike a leggyengébb tanulóknak. A sorozatban többször elhangzott, hogy nincs egyetlen barátja sem (pl. a Peter lánya című részben), ennek ellenére az első néhány évadban többször is mutatkozott korabeli fiúkkal. A „Stew Roidok” című epizódban Connie D'Amico, az iskola egyik legnépszerűbb tanulója épp ezért hívja randevúra, mert szerinte ő a legnépszerűtlenebb gyerek a gimnáziumban. Ennek a résznek a végéig a "menő" gyerekek közé tartozik. 
Rengeteg közös vonásuk van apjával, Peterrel, és szoros, szinte baráti kapcsolatot ápolnak egymással. Bár legtöbbször nagyon ostobának ábrázolják, a kábítószerek, és főleg a filmek témájában otthonosan mozog. Tehetségesen rajzol és fest.
Chrisbe reménytelenül szerelmes az utcájukban lakó pedofil bácsika, Herbert. Szinte csak akkor találkoztak, amikor Chris a reggeli újságot szállította ki az öregúrnak, de később a fiú otthagyta ezt munkát (és eladó lett a Quahog Mini Marktban), így Herbertnek mindent el kell követnie, hogy újra lássa.

## Egyéb
- Visszatérő poén, hogy rengeteg epizódban előjön a szekrényében lakó gonosz majom. Bár a Brian régi élete című részben Brian fia, Dylan végez vele, később mégis többször is újra feltűnik. Később átköltözik Tom Tucker műsorvezető fiának szekrényébe.
- A pilot epizódban hangját még Seth MacFarlane adta.